# Audubon-Baumwollschwanzkaninchen
Das Audubon-Baumwollschwanzkaninchen (Sylvilagus audubonii) ist eine Säugetierart aus der Gattung der Baumwollschwanzkaninchen innerhalb der Hasenartigen. Es lebt in Wüsten und anderen trockenen Regionen in den südwestlichen USA und in Mexiko.

## Merkmale
Das Audubon-Baumwollschwanzkaninchen ist eine relativ große Art der Gattung mit einem Körpergewicht von etwa 1000 Gramm. Die Rückenfarbe und der Schwanz sind grau, die Bauchseite ist weiß gefärbt. Es besitzt lange Ohren, die an den Innenseiten nur leicht behaart sind. Die Füße sind ebenfalls nur leicht behaart.

## Verbreitung

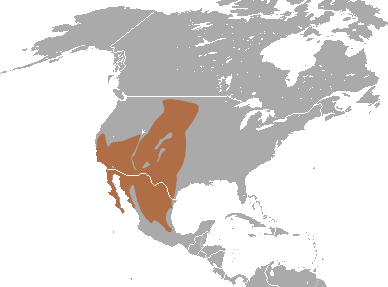
Verbreitungsgebiet des Audubon-Baumwollschwanzkaninchens

Das Verbreitungsgebiet des Audubon-Baumwollschwanzkaninchens umfasst den Westen der Vereinigten Staaten sowie große Teile Mexikos. Es reicht vom nördlichen Montana nahe der kanadischen Grenze über die westlichen und zentralen Staaten der Vereinigten Staaten bis nach Zentralmexiko. Die westliche Grenze bildet der Pazifische Ozean in Kalifornien und die Baja California, nach Osten reicht das Gebiet über die Great Plains bis nach Texas, Oklahoma, Kansas, Nebraska sowie North und South Dakota. In Mexiko umfasst das Verbreitungsgebiet neben der Baja California die Regionen Baja California Sur, den größten Teil von Sonora und Chihuahua, Coahuila, Nuevo León, das westliche Tamaulipas, San Luis Potosi, Zacatecas, Aguascalientes, das östliche Durango, den Norden von Sinaloa, das nordöstliche Jalisco, den Norden von Guanajuato und Queretaro, Hidalgo, Tlaxcala, Puebla und einen kleinen Teil des westlichen Veracruz.
Als Lebensräume besiedelt die Art Wüsten und andere trockene Regionen, daneben kommt es jedoch auch in Wald- und Grasland vor. Die Höhenverbreitung reicht vom Meeresniveau und unterhalb desselben im Death Valley bis in Gebiete von mehr als 1.800 Metern Höhe.

## Lebensweise
Das Audubon-Baumwollschwanzkaninchen ist vor allem am Abend und am frühen Morgen aktiv, während der heißesten Tageszeiten ruht es meist. Es ist ein Einzelgänger, kann jedoch auch in größerer Anzahl auftreten. Es ist in der Lage, auf Bäume zu klettern und nutzt Erhöhungen und Baumstümpfe als Aussichtspunkte.
Die Paarungszeit beginnt in der Regel im Dezember oder Januar und dauert sieben bis neun Monate an. Sie ist regional unterschiedlich und hängt von den Temperaturen und anderen Faktoren ab. Die Würfe bestehen durchschnittlich aus zwei bis vier Jungtieren und sind damit im Vergleich zu anderen Arten der Gattung eher klein.

## Systematik

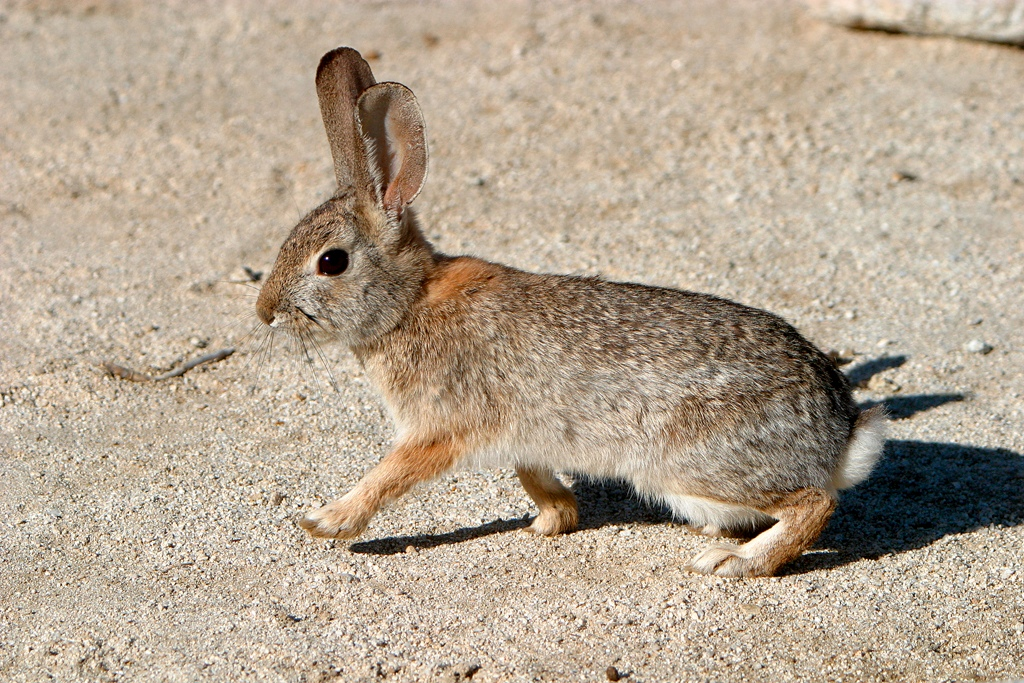
Audubon-Baumwollschwanzkaninchen im Anza Borrego State Park

Das Audubon-Baumwollschwanzkaninchen wird als eigenständige Art den Baumwollschwanzkaninchen (Gattung Sylvilagus) zugeordnet. Je nach Quelle sind bis zu zwölf Unterarten beschrieben:
- Sylvilagus audubonii arizonae
- S. a. audubonii
- S. a. minor
- S. a. baileyi
- S. a. confinis
- S. a. sanctidiegi
- S. a. goldmani
- S. a. parvulus
- S. a. cedrophilus
- S. a. neomexicanus
- S. a. vallicola
- S. a. warreni

Das Audubon-Baumwollschwanzkaninchen ist nach dem US-amerikanischen Ornithologen John James Audubon benannt.

## Gefährdung und Schutz
Das Audubon-Baumwollschwanzkaninchen wird von der International Union for Conservation of Nature and Natural Resources (IUCN) aufgrund der Bestandsgröße und des großen Verbreitungsgebietes als nicht gefährdet (least concern) eingestuft. Es ist sowohl in seiner Ernährung wie auch bei den besiedelten Habitaten Generalist und ein Rückgang der Populationen ist nicht bekannt.

## Belege
1. 1 2 3 4 5  
Joseph A. Chapman, John E. C. Flux (Hrsg.): Rabbits, Hares and Pikas. Status Survey and Conservation Action Plan. (PDF-Datei; 10,74 MB) International Union for Conservation of Nature and Natural Resources (IUCN), Gland 1990; S. 97–99. ISBN 2-8317-0019-1.
2. 1 2  Joseph A. Chapman, Gale R. Willner: Sylvilagus audubonii. In: Mammalian Species. Band 106, 1978, S. 1–4 (Volltext [PDF; 463 kB]).
3. 1 2 3 4 5  
Sylvilagus audubonii in der Roten Liste gefährdeter Arten der IUCN 2011. Eingestellt von: Mexican Association for Conservation and Study of Lagomorphs (AMCELA), Romero Malpica, F.J. & H. Rangel Cordero, 2008. Abgerufen am 10. Juni 2012.
4. ↑  Beolens, Watkins & Grayson: The Eponym Dictionary of Mammals. JHU Press, 2009, S. 20 (Audubon).